# EHF EURO Cup
EHF EURO Cup je natjecanje za seniorske muške rukometne reprezentacije koje organizira Europska rukometna federacija (EHF). 

## O natjecanju
Kako je Euopsko rukometno prvenstvo za 2020. godinu prošireno na 24 reprezentacije, EHF je organizirala EHF EURO Cup za one reprezentacije koje su izravno plasirane na Europsko prvenstvo (domaćini prvenstva i aktualni prvaci, odnosno po plasmanu), kako bi mogle igrati natjecateljske utakmice dok traju kvalifikacije za Europsko prvenstvo, te se EHF EURO Cup igra ligaški u istim terminima kao i glavni dio kvalifikacija za Europsko prvenstvo. 

## Pregled dosadašnjih natjecanja

### Prve tri momčadi po natjecanjima
| sezona    | EP    | momčadi | prvi       | drugi    | treći      |
| --------- | ----- | ------- | ---------- | -------- | ---------- |
| 2018./19. | 2020. | 4       | Španjolska | Norveška | Švedska    |
| 2020./21. | 2022. | 4       | Mađarska   | Hrvatska | Španjolska |

### Vječna ljestvica
| reprezentacija | 1. | 2 | 3 | UK |
| -------------- | -- | - | - | -- |
| Španjolska     | 1  | 0 | 1 | 2  |
| Mađarska       | 1  | 0 | 0 | 1  |
| Norveška       | 0  | 1 | 0 | 1  |
| Hrvatska       | 0  | 1 | 0 | 1  |
| Švedska        | 0  | 0 | 1 | 1  |

### Pregled plasmana
| Reprezentacija | nastupa | 2018./19. | 2020./21. |
| -------------- | ------- | --------- | --------- |
| Španjolska     | 2       | 1.        | 3.        |
| Norveška       | 1       | 2.        |           |
| Švedska        | 1       | 3.        |           |
| Austrija       | 1       | 4.        |           |
| Mađarska       | 1       |           | 1.        |
| Hrvatska       | 1       |           | 2.        |
| Slovačka       | 1       |           | 4.        |

## Vanjske poveznice
- (engl.) eurohandball.com
- (engl.) eurohandball.com, Competitions -> National Team Competitions -> Men - EHF EURO Cup
- (engl.) history.eurohandball.com
- rezultati.com, EHF Euro Cup
- livesport.com, EHF Euro Cup